# Juan Crisóstomo de Arriaga
Pour les articles homonymes, voir Arriaga.
Juan Crisóstomo Jacobo Antonio de Arriaga y Balzola, né le 27 janvier 1806 au 51 (actuellement 14) calle Somera à Bilbao et mort de la tuberculose le 17 janvier 1826 à Paris (10 jours avant son vingtième anniversaire), est un violoniste et compositeur espagnol.

## Biographie
Cinquante ans jour pour jour après la naissance de Johannes Chrysostomus Wolfgangus Theophilus Mozart — aussi appelé Wolfgang Amadeus Mozart — (27 janvier 1756 à 20 heures à Salzbourg), Juan Simón de Arriaga, organiste de renom, souhaite donner à son fils l'équivalent espagnol des deux premiers prénoms de Mozart, ce qui le fera appeler le Mozart espagnol. Jeune garçon, Juan Crisóstomo participe aux activités de l'Académia Filarmónica de Bilbao. À neuf ans, il compose un quatuor à cordes dont il tient le second violon. 
À 11 ans, il écrit une partition et un mouvement – Ensayo de Octet – essai d'octuor sous-titre Nada y mucho pour l'effectif extraordinaire et probablement unique de quatuors à cordes, contrebasse, guitare, trompette et piano. Il dédie cette œuvre à son conseiller, José Luis de Torres et à sa fille Luisa.
En 1818, il écrit une ouverture pour deux violons, alto, contrebasse, flûte, deux clarinettes et deux trompettes et dédie son premier numéro d'opus à l'Académia. Les trois années suivantes, il compose un opéra Los esclavos felices (Les esclaves heureux) et deux recueils de variations pour quatuors à cordes, le second (opus 22) sur un thème tzigane hongrois.
Son père décide d'envoyer son fils au Conservatoire de Paris. Il y reçoit l'enseignement de Pierre Baillot pour le violon et de François-Joseph Fétis pour l'harmonie et le contrepoint. En 1823, il est nommé assistant de Fétis dans les classes d'harmonie et de composition. C'est ce même Fétis, célèbre académicien et compositeur belge qui nota le peu que l'on sait du séjour du jeune compositeur à Paris sinon qu'il est brillant dans toutes ses études et activités musicales et qu'il est possédé par un désir effréné de composer. Durant son séjour à Paris, il compose des œuvres dramatiques, quelques pièces liturgiques dont une fugue à huit voix sur Et vitam venturi dont la partition est perdue et que Luigi Cherubini, directeur du Conservatoire, considère en 1822 comme un chef-d'œuvre. Il écrit également une étonnante symphonie en ré mineur dont l'argument principal est la tonique mineure et trois quatuors à cordes qui font preuve d'une influence schubertienne (ré mineur – la majeur – mi bémol majeur) et publiés à Paris en 1824 et porteurs d'une dédicace au père du compositeur ainsi qu'une scène biblique, Agar. 

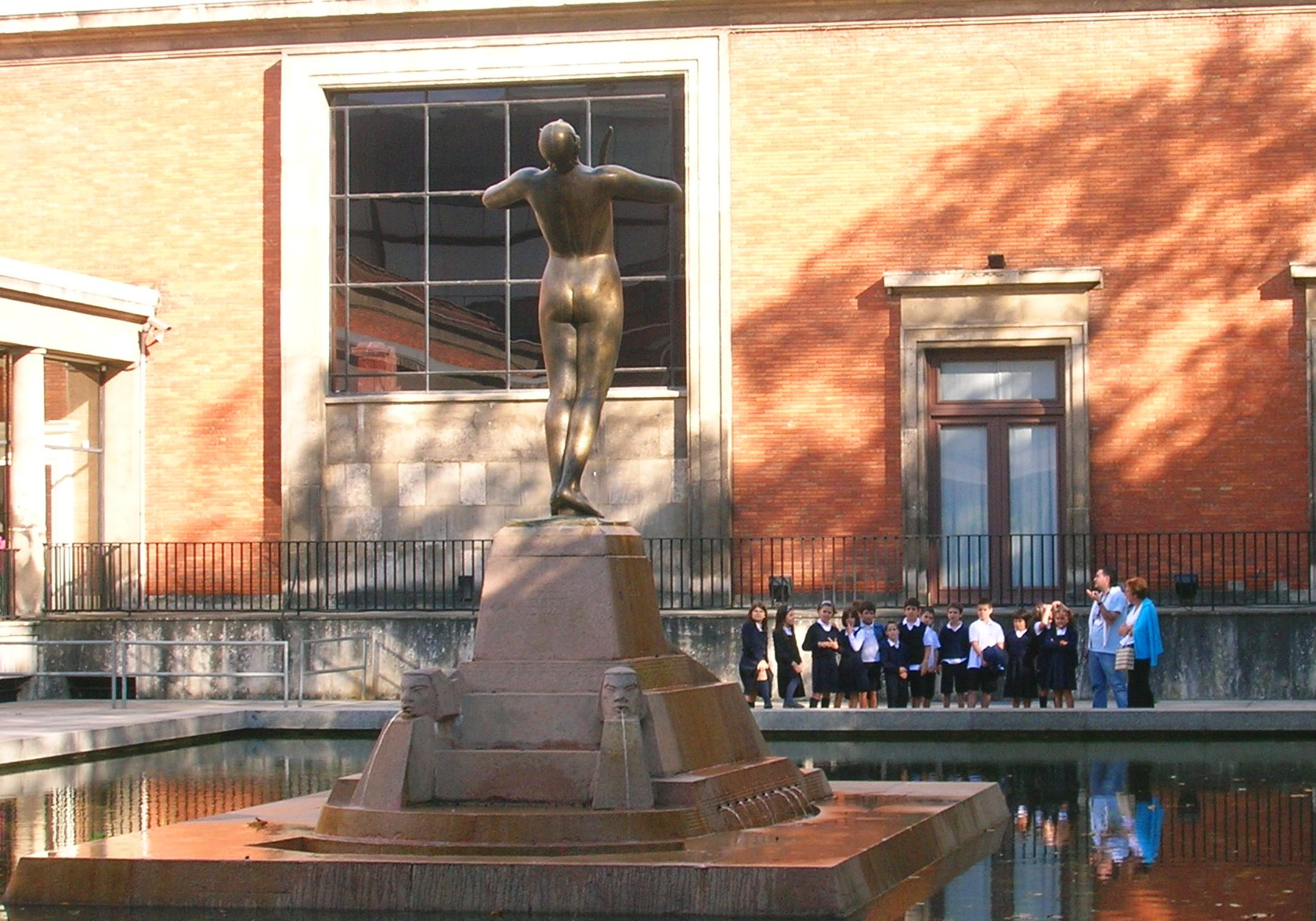
Monument de Francisco Durrio à Bilbao.

Le 13 août 1933, un monument commémoratif par Francisco Durrio est inauguré à Bilbao et une Commission permanente est constituée pour la publication de ses œuvres (partition piano-chant de son opéra et  grandes partitions de sa symphonie).

## Hommage

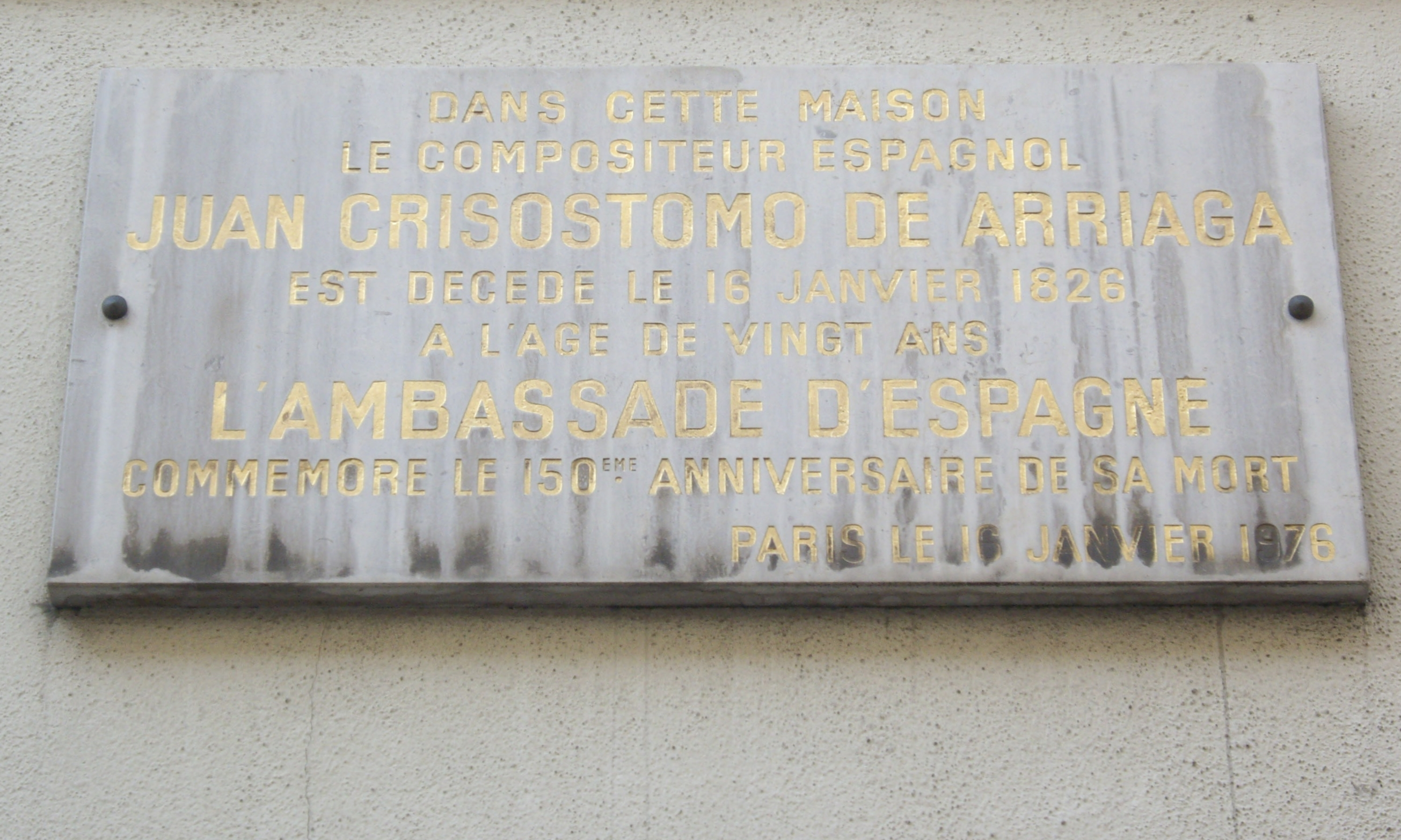
Plaque 314 rue Saint-Honoré (Paris), où il est mort.

Le Quatuor à cordes Arriaga est composé de Michael Guttman et Ivo Lintermans, violons, Marc Tooten, alto et Luc Tooten, violoncelle. Les musiciens proviennent des Conservatoires royaux de Belgique[évasif] et de la Juilliard School. Ils enregistrent pour ASV, Pavane et Eufoda et ont enregistré les quatuors à cordes de Arriaga.

## Catalogue
Musique pour piano
- 3 études ou caprices (I. Allegro assai, II. Moderato mosso, III. Presto. Risoluto) (1824)

Musique de chambre
- Nada y Mucho pour trois violons
- Nada y Mucho pour quatuors à cordes, contrebasse, guitare, trompette et piano (dédié à José Luis de Torres et à sa fille Luisa)
- Variations pour quatuor à cordes, op. 17 (Variado en Cuarteto - Thèma : Andante, 6 variations, Coda : Largo)
- Variation sur le thème de La Hungara, op. 22 pour violon et basse ad lib. (4 août 1821 - éd. 1927)
- Variation sur le thème de La Hungara, op. 23 pour quatuor à cordes

Trois quatuors à cordes (1823 - éd. Paris, chez Ph. Petit 1824)
- Quatuor à cordes n° 1 en ré mineur (I. Allegro, II. Adagio con espressione, III. Menuet & Trio,  IV. Adagio - Allegretto)
- Quatuor à cordes n° 2 en la majeur (I. Allegro con brio, II. Andante, III. Menuet & Trio - Scherzo, IV. Andante ma non troppo - Allegro)
- Quatuor à cordes n° 3 en mi bémol majeur (I. Allegro, II. Pastorale - Andantino, III. Menuet & Trio, IV. Presto agitato)
- Romances (1822)

Musique pour orchestre
- Ouverture en fa mineur, op. 1 nonetto (1818)
- Ouverture pastorale pour Los Esclavos Felices (1819)
- Ouverture en ré majeur, op. 20 (1821)
- Symphonie à grand orchestre en ré (Sinfonía a gran orquesta, I. Adagio - Allegro vivace - Presto, II. Andante, III. Minuetto : Allegro - trio, IV. Allegro con moto) (Paris, 1824 - éd. Bilbao 1951)

Musique vocale
- Stabat Mater dolorosa (avant 1821)
- O salutaris Hostia (entre 1821 et 1826)
- Herminie, Cantate pour soprano et orchestre, sur un texte de J.-A. Vinaty (1790-1830)[2] (Paris, 1825)
- Agar dans le désert, Agar & Ismael, Duo, Cantate pour soprano, ténor et orchestre (1825) texte de Étienne de Jouy, traduit en espagnol par José Subira. (Recitatif, Romance, Duo et Aria)
- Air de Médée (1825) Basé sur l'opéra Médée (1797) de Cherubini sur un texte de F. B. Hoffman.
- Air d'Œdipe à Colone (1825) Bsé sur un opéra éponyme (1786) de Sacchini sur un texte de Henri Gaillard.
- Duo de Ma Tante Aurore (1825)  Basé sur un opéra éponyme (1803) de Boïeldieu sur un texte de Ch. de Lonchamps.
- Messe à quatre voix (Paris, 1824, perdu)
- Salve Regina (Paris, 1824, perdu)
- Et Vitam Venturi Saeculi, fugue à huit voix (Paris, perdu)

Opéra
- Los esclavos felices (1820 — fragments)

## Discographie
- L'Œuvre orchestrale - Le Concert des Nations, La Capella Reial de Catalunya, dir. Jordi Savall (1994, Astrée/Auvidis E 8532)[3]
- Œuvres vocales complètes - Violet Serena Noorduyn, Robert Getchell, Mikael Stenbaek, Hubert Claessens, Brieuc Wathelet, ensemble Il Fondamento, Dir. Paul Dombrecht (2006, Fuga Libera FUG 515)[4]
- Symphonie en ré mineur, ouverture de Los esclavos felices - English Chamber Orchestra, dir. Jesús López Cobos (Ensayo ENY-804)
- Les Quatuors à cordes - La Ritirata (2014, Glossa GCD 923102).